# Šarganska osmica

Karta

Šarganska osmica (serbisk kyrilliska: Шарганска осмица) är en smalspårig järnväg (760 mm) i Serbien, som löper från byn Mokra Gora till stationen Sargan Vitasi. En förlängning till Višegrad i Republika Srpska i Bosnien och Hercegovina avslutades den 28 augusti 2010. Det finns nu planer på att förlänga järnvägen till byn Kremna och senare under 2013 utöka den till staden Uzice.

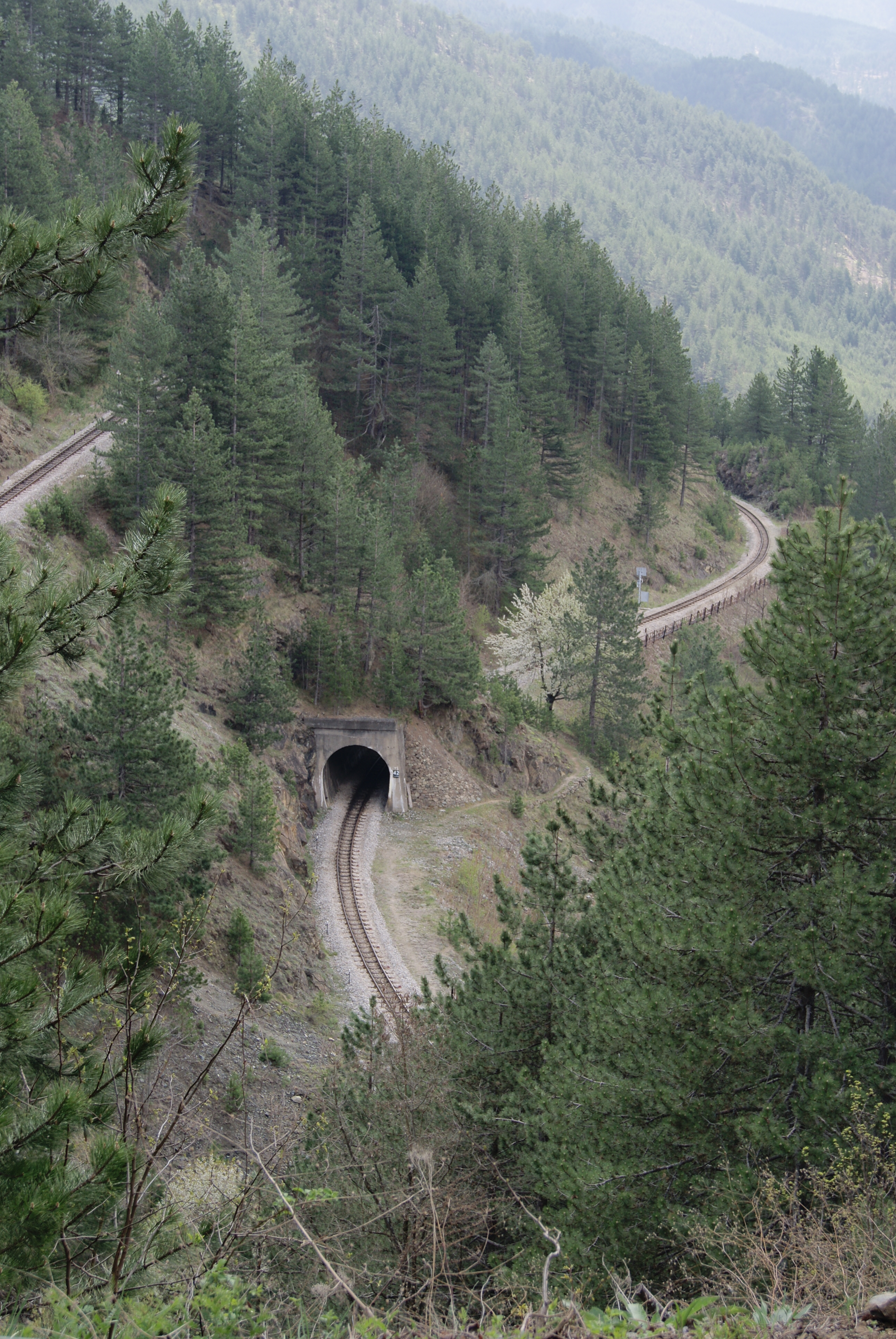
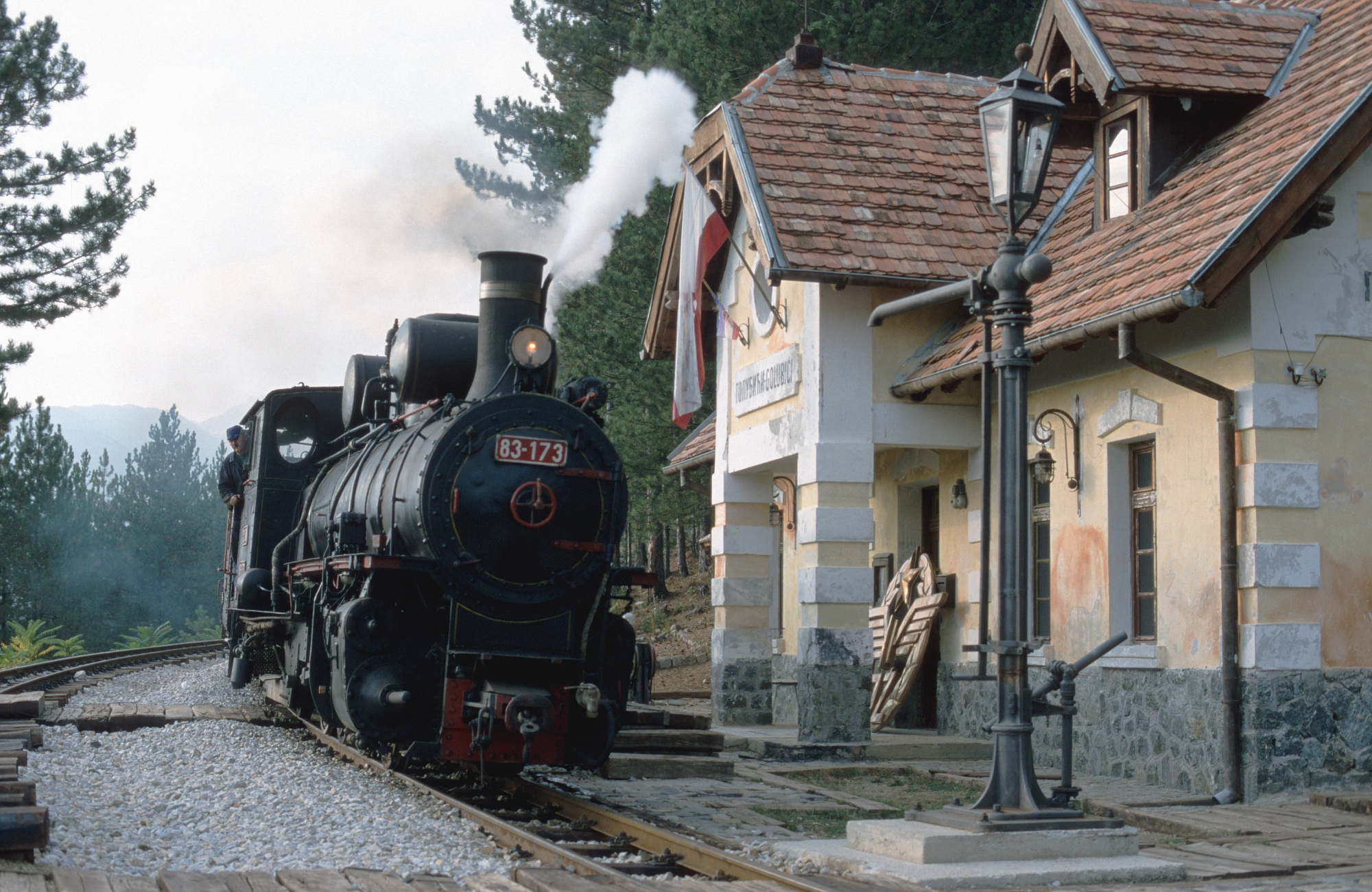
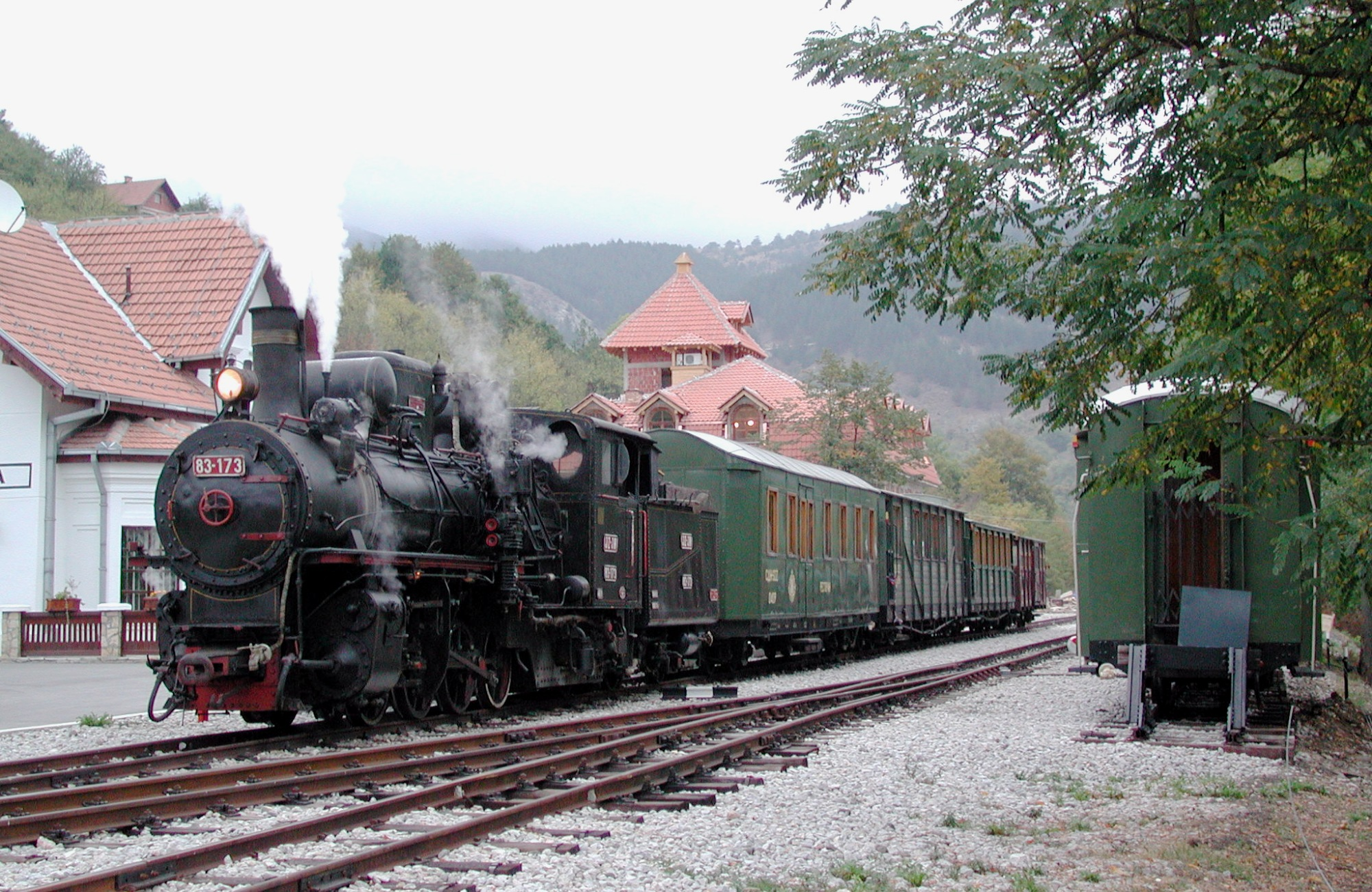
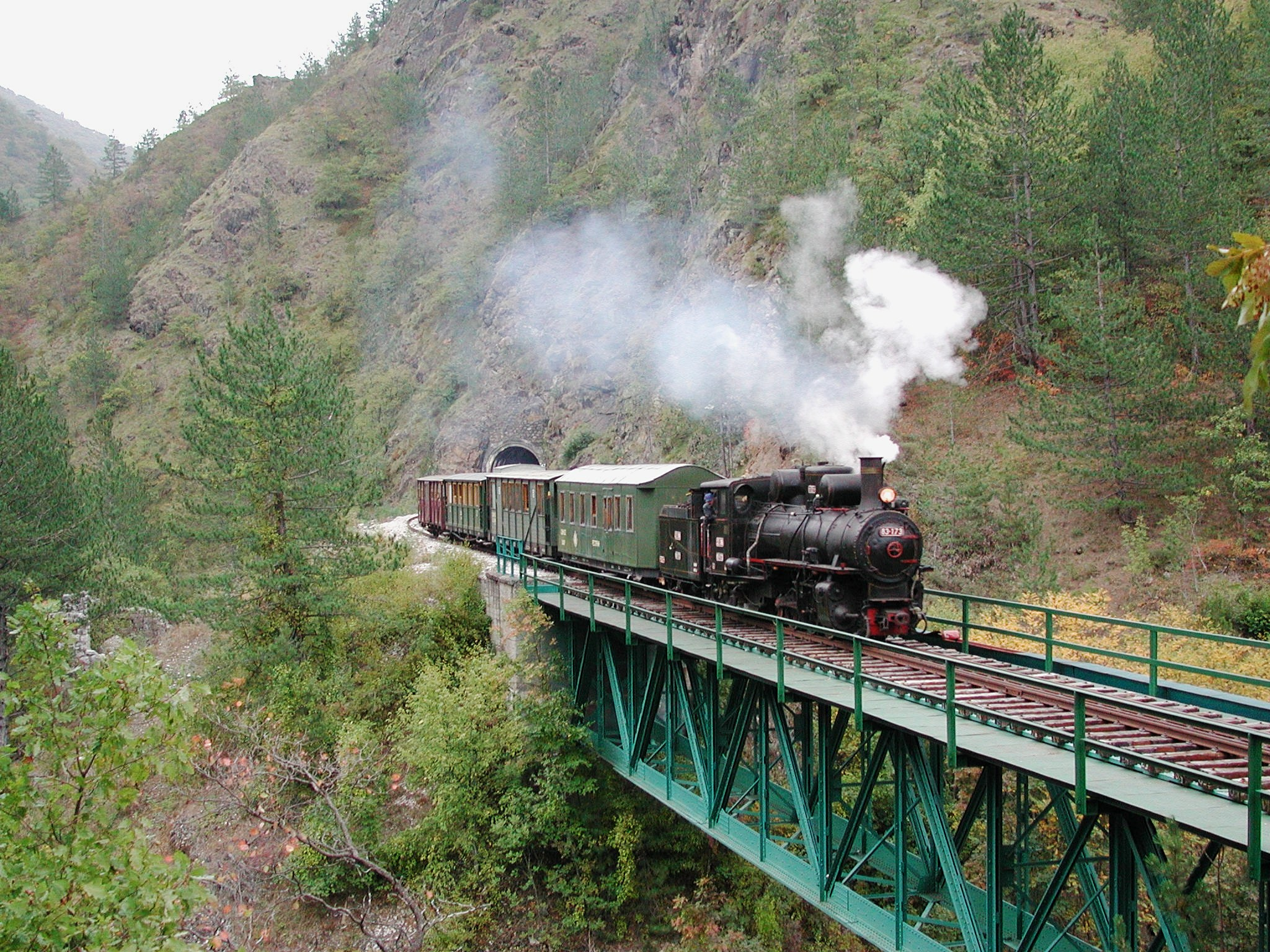